# Calcio Catania 1983-1984
Questa voce raccoglie le informazioni riguardanti il Calcio Catania nelle competizioni ufficiali della stagione 1983-1984.

## Stagione

Il portiere e capitano etneo Roberto Sorrentino in uscita su Marco Tardelli, nella gara interna contro la del 20 novembre 1983.

Il Catania si presentò ai blocchi di partenza del campionato di Serie A 1983-1984 mantenendo inalterata l'ossatura della squadra che aveva vinto gli spareggi per la promozione l'anno prima, confermando anche l'allenatore Gianni Di Marzio. La formazione venne rafforzata con gli acquisti di Ciro Bilardi (prelevato dalla Cavese), di Fortunato Torrisi, di Giuseppe Sabadini (ex Milan e Sampdoria) e dei brasiliani Pedrinho e Luvanor.
L'inizio dei rossazzurri fu con due pareggi interni, con Torino e Sampdoria, e due sconfitte esterne, rispettivamente con l'Udinese di Zico e il Milan. La vittoria casalinga ai danni del Pisa, ottenuta grazie a una doppietta di Aldo Cantarutti, fu l'unico successo della stagione. Nonostante l'arrivo a ottobre di Andrea Carnevale, futuro nazionale, dal Cagliari, il Catania colò a picco, e in seguito a una sconfitta contro la Fiorentina, raggiunse l'ultimo posto della classifica per non lasciarlo più.
Neanche il cambio di allenatore il 13 dicembre 1983, con Giovan Battista Fabbri per Di Marzio, impresse una svolta al torneo della squadra etnea. Le ultime cinque gare interne si disputarono su campo neutro, a seguito dell’invasione di campo contro l'arbitro il 12 febbraio 1984. Il Catania quindi tornò in Serie B con solo una partita vinta su 30 e con il minimo storico di solo 12 punti fatti.
In Coppa Italia il Catania ha disputato prima del campionato il settimo girone di qualificazione, che ha promosso agli ottavi di finale Verona e Reggiana, ottenendo una vittoria e due pareggi.

## Divise e sponsor
Lo sponsor ufficiale per la stagione 1983-1984 fu S7, mentre il fornitore di materiale tecnico fu adidas.
| Casa | Trasferta |

## Organigramma societario
Area direttiva
- Presidente: Angelo Massimino
- General Manager: Giuseppe Inzalaco
- Segretario: Alfio Leone

Area sanitaria
- Medico sociale: Salvatore Galletta
- Massaggiatore: Luigi Maltese

Area tecnica
- Allenatore: Gianni Di Marzio, poi Giovan Battista Fabbri
- Allenatore in seconda: Salvatore Bianchetti
- Allenatore Primavera: Salvatore Lo Certo

## Rosa
| N. |                    | Ruolo | Calciatore                    |
| -- | ------------------ | ----- | ----------------------------- |
|    | Italia (bandiera)  | P     | Roberto Sorrentino (capitano) |
|    | Italia (bandiera)  | P     | Marco Onorati                 |
|    | Italia (bandiera)  | D     | Giacomo Chinellato            |
|    | Italia (bandiera)  | D     | Francesco Ciampoli            |
|    | Italia (bandiera)  | D     | Maurizio Giovannelli          |
|    | Italia (bandiera)  | D     | Massimo Gregori               |
|    | Italia (bandiera)  | D     | Vincenzo Marino               |
|    | Italia (bandiera)  | D     | Giorgio Mastropasqua          |
|    | Italia (bandiera)  | D     | Pier Giuseppe Mosti           |
|    | Brasile (bandiera) | D     | Pedrinho                      |
|    | Italia (bandiera)  | D     | Claudio Ranieri               |
|    | Italia (bandiera)  | D     | Giuseppe Sabadini             |

| N. |                      | Ruolo | Calciatore        |
| -- | -------------------- | ----- | ----------------- |
|    | Italia (bandiera)    | C     | Ciro Bilardi      |
|    | Italia (bandiera)    | C     | Antonio Crusco    |
|    | Italia (bandiera)    | A     | Roberto Distefano |
|    | Italia (bandiera)    | C     | Giuseppe Gullotta |
|    | Brasile (bandiera)   | C     | Luvanor           |
|    | Italia (bandiera)    | C     | Ennio Mastalli    |
|    | Argentina (bandiera) | C     | Damiano Morra     |
|    | Italia (bandiera)    | C     | Fortunato Torrisi |
|    | Italia (bandiera)    | A     | Aldo Cantarutti   |
|    | Italia (bandiera)    | A     | Andrea Carnevale  |
|    | Italia (bandiera)    | A     | Angelo Crialesi   |

## Risultati

### Serie A

#### Girone di andata
| Catania 11 settembre 1983 1ª giornata | Catania        | 0 – 0 | Torino | Stadio Cibali\| Arbitro: \| Pieri (Genova) \| |
| Arbitro:                              | Pieri (Genova) |       |        |                                               |

| Arbitro: | Altobelli (Roma) |

|                             |           |                     |
| Zico 30’, 62’ Marchetti 75’ | Marcatori | 9’ (aut.) Marchetti |

| Arbitro: | Benedetti (Roma) |

|              |           |             |
| Pedrinho 75’ | Marcatori | 12’ Mancini |

| Arbitro: | Bianciardi (Siena) |

|                |           |              |
| Evani 39’, 79’ | Marcatori | 78’ Pedrinho |

| Arbitro: | Ciulli (Roma) |

|                     |           |  |
| Cantarutti 46’, 65’ | Marcatori |  |

| Arbitro: | Magni (Bergamo) |

|  |           |           |
|  | Marcatori | 80’ Iorio |

| Avellino 30 ottobre 1983 7ª giornata | Avellino             | 0 – 0 | Catania | Stadio Partenio\| Arbitro: \| Barbaresco (Cormons) \| |
| Arbitro:                             | Barbaresco (Cormons) |       |         |                                                       |

| Arbitro: | Pairetto (Torino) |

|                                                              |           |  |
| Monelli 18’, 51’ Pecci 36’ Massaro 55’ D. Bertoni 85’ (rig.) | Marcatori |  |

| Arbitro: | Barbaresco (Cormons) |

|  |           |                       |
|  | Marcatori | 77’ Rossi 89’ Platini |

| Arbitro: | Ballerini (La Spezia) |

|                                      |           |  |
| Giordano 49’ (rig.), 85’ Laudrup 72’ | Marcatori |  |

| Catania 4 dicembre 1983 11ª giornata | Catania       | 0 – 0 | Napoli | Stadio Cibali\| Arbitro: \| Longhi (Roma) \| |
| Arbitro:                             | Longhi (Roma) |       |        |                                              |

| Arbitro: | Casarin (Milano) |

|                                               |           |  |
| Bilardi 6’ (aut.) M. Briaschi 47’, 65’ (rig.) | Marcatori |  |

| Arbitro: | D'Elia (Salerno) |

|              |           |                      |
| Crialesi 46’ | Marcatori | 87’ (rig.) De Vecchi |

| Arbitro: | Bergamo (Livorno) |

|                |           |  |
| A. Maldera 32’ | Marcatori |  |

| Catania 8 gennaio 1984 15ª giornata | Catania       | 0 – 0 | Inter | Stadio Cibali\| Arbitro: \| Longhi (Roma) \| |
| Arbitro:                            | Longhi (Roma) |       |       |                                              |

#### Girone di ritorno
| Arbitro: | Bianciardi (Siena) |

|                           |           |  |
| Selvaggi 24’ G. Ferri 87’ | Marcatori |  |

| Arbitro: | Ciulli (Roma) |

|  |           |               |
|  | Marcatori | 70’, 90’ Zico |

| Arbitro: | Pezzella (Frattamaggiore) |

|                          |           |  |
| Vierchowod 3’ Zanone 18’ | Marcatori |  |

| Arbitro: | Benedetti (Roma) |

|             |           |            |
| Bilardi 38’ | Marcatori | 4’ Carotti |

| Arbitro: | Paparesta (Bari) |

|                         |           |  |
| Berggreen 58’ Kieft 67’ | Marcatori |  |

| Arbitro: | Mattei (Macerata) |

|                                    |           |                |
| Iorio 7’, 36’ (rig.) Galderisi 68’ | Marcatori | 85’ Cantarutti |

| Arbitro: | Vitali (Bologna) |

|                  |           |                |
| A. Carnevale 48’ | Marcatori | 63’ Barbadillo |

| Arbitro: | Pieri (Genova) |

|  |           |                  |
|  | Marcatori | 69’, 71’ Monelli |

| Arbitro: | Ballerini (La Spezia) |

|                 |           |  |
| Scirea 33’, 38’ | Marcatori |  |

| Arbitro: | Pairetto (Torino) |

|                  |           |                    |
| A. Carnevale 19’ | Marcatori | 66’ (rig.) D'Amico |

| Arbitro: | Bianciardi (Siena) |

|                                            |           |  |
| Dirceu 35’ Dal Fiume 78’ C. Pellegrini 82’ | Marcatori |  |

| Arbitro: | Barbaresco (Cormons) |

|              |           |                               |
| Pedrinho 22’ | Marcatori | 29’ M. Briaschi 44’ Benedetti |

| Arbitro: | Sguizzato (Verona) |

|                        |           |                |
| Juary 2’ Novellino 60’ | Marcatori | 42’ Cantarutti |

| Arbitro: | Pezzella (Frattamaggiore) |

|                                     |           |                             |
| A. Carnevale 58’ Torrisi 83’ (rig.) | Marcatori | 24’ A. Maldera 29’ Chierico |

| Arbitro: | Pirandola (Lecce) |

|                                                     |           |  |
| Müller 12’, 13’ Altobelli 45’ (rig.), 59’, 71’, 86’ | Marcatori |  |

### Coppa Italia

#### Primo turno
| Arbitro: | Angelelli (Terni) |

|             |           |                  |
| Mastalli 8’ | Marcatori | 40’ (rig.) Gadda |

| Arbitro: | Magni (Bergamo) |

|                             |           |  |
| Del Nero 72’ Cacciatori 88’ | Marcatori |  |

| Arbitro: | Mattei (Macerata) |

|                           |           |  |
| S. Fontolan 39’ Iorio 80’ | Marcatori |  |

| Arbitro: | Esposito (Torre del Greco) |

|                |           |  |
| Cantarutti 70’ | Marcatori |  |

| Arbitro: | De Marchi (Novara) |

|                       |           |             |
| Maragliulo 63’ (rig.) | Marcatori | 67’ Bilardi |

## Statistiche

### Statistiche di squadra
| Competizione | Punti | In casa | In casa | In casa | In casa | In casa | In casa | In trasferta | In trasferta | In trasferta | In trasferta | In trasferta | In trasferta | Totale | Totale | Totale | Totale | Totale | Totale | DR  |
| Competizione | Punti | G       | V       | N       | P       | Gf      | Gs      | G            | V            | N            | P            | Gf           | Gs           | G      | V      | N      | P      | Gf     | Gs     | DR  |
| ------------ | ----- | ------- | ------- | ------- | ------- | ------- | ------- | ------------ | ------------ | ------------ | ------------ | ------------ | ------------ | ------ | ------ | ------ | ------ | ------ | ------ | --- |
| Serie A      | 12    | 15      | 1       | 9       | 5       | 10      | 16      | 15           | 0            | 1            | 14           | 4            | 39           | 30     | 1      | 10     | 19     | 14     | 55     | -41 |
| Coppa Italia |       | 2       | 1       | 1       | 0       | 2       | 1       | 3            | 0            | 1            | 2            | 1            | 5            | 5      | 1      | 2      | 2      | 3      | 6      | -3  |
| Totale       |       | 17      | 1       | 9       | 5       | 10      | 16      | 18           | 0            | 2            | 16           | 5            | 44           | 35     | 2      | 12     | 21     | 17     | 61     | -44 |

### Statistiche dei giocatori
| Giocatore       | Campionato | Campionato | Campionato  | Campionato | Coppa Italia | Coppa Italia | Coppa Italia | Coppa Italia | Totale   | Totale | Totale      | Totale     |
| Giocatore       | Presenze   | Reti       | Ammonizioni | Espulsioni | Presenze     | Reti         | Ammonizioni  | Espulsioni   | Presenze | Reti   | Ammonizioni | Espulsioni |
| --------------- | ---------- | ---------- | ----------- | ---------- | ------------ | ------------ | ------------ | ------------ | -------- | ------ | ----------- | ---------- |
| C. Bilardi      | 20         | 1          | ?           | ?          | 4            | 1            | ?            | ?            | 24       | 2      | ?           | ?          |
| A. Cantarutti   | 22         | 4          | ?           | ?          | 5            | 1            | ?            | ?            | 27       | 5      | ?           | ?          |
| G. Chinellato   | 20         | 0          | ?           | ?          | -            | -            | -            | -            | 20       | 0      | 0+          | 0+         |
| F. Ciampoli     | 5          | 0          | ?           | ?          | 4            | 0            | ?            | ?            | 9        | 0      | ?           | ?          |
| A. Crialesi     | 22         | 1          | ?           | ?          | 5            | 0            | ?            | ?            | 27       | 1      | ?           | ?          |
| A. Crusco       | 3          | 0          | ?           | ?          | 1            | 0            | ?            | ?            | 4        | 0      | ?           | ?          |
| R. Distefano    | 1          | 0          | ?           | ?          | -            | -            | -            | -            | 1        | 0      | 0+          | 0+         |
| M. Giovannelli  | 22         | 0          | ?           | ?          | 5            | 0            | ?            | ?            | 27       | 0      | ?           | ?          |
| M. Gregori      | 6          | 0          | ?           | ?          | -            | -            | -            | -            | 6        | 0      | 0+          | 0+         |
| G. Gullotta     | 1          | 0          | ?           | ?          | -            | -            | -            | -            | 1        | 0      | 0+          | 0+         |
| Luvanor         | 30         | 0          | ?           | ?          | 5            | 0            | ?            | ?            | 35       | 0      | ?           | ?          |
| V. Marino       | -          | -          | -           | -          | 1            | 0            | ?            | ?            | 1        | 0      | 0+          | 0+         |
| E. Mastalli     | 12         | 0          | ?           | ?          | 5            | 1            | ?            | ?            | 17       | 1      | ?           | ?          |
| G. Mastropasqua | 9          | 0          | ?           | ?          | 4            | 0            | ?            | ?            | 13       | 0      | ?           | ?          |
| D. Morra (II)   | 26         | 0          | ?           | ?          | 5            | 0            | ?            | ?            | 31       | 0      | ?           | ?          |
| G. Mosti        | 29         | 0          | ?           | ?          | 5            | 0            | ?            | ?            | 34       | 0      | ?           | ?          |
| M. Onorati      | 2          | -2         | ?           | ?          | -            | -            | -            | -            | 2        | -2     | 0+          | 0+         |
| Pedrinho        | 27         | 3          | ?           | ?          | 5            | 0            | ?            | ?            | 32       | 3      | ?           | ?          |
| C. Ranieri      | 30         | 0          | ?           | ?          | -            | -            | -            | -            | 30       | 0      | 0+          | 0+         |
| G. Sabadini     | 16         | 0          | ?           | ?          | 5            | 0            | ?            | ?            | 21       | 0      | ?           | ?          |
| R. Sorrentino   | 29         | -53        | ?           | ?          | 5            | -6           | ?            | ?            | 34       | -59    | ?           | ?          |
| F. Torrisi      | 25         | 1          | ?           | ?          | 2            | 0            | ?            | ?            | 27       | 1      | ?           | ?          |